# Adolf Otto Reinhold Windaus
Adolf Otto Reinhold Windaus (Berlim, 25 de dezembro de 1876 — Göttingen, 9 de junho de 1959) foi um químico alemão.
Após estudar medicina e química na Universidade de Berlim e na Universidade de Freiburg, foi professor da Universidade de Innsbruck, de 1913 a 1915. Mais tarde da Universidade de Göttingen, cujo Instituto Químico começou a dirigir em 1915.
Por seus estudos sobre a constituição dos esteróis e suas relações com a vitamina D recebeu o Nobel de Química de 1928.
Em 1931 conseguiu obter a vitamina D cristalizada irradiando o ergosterol, sendo a primeira vitamina isolada na forma pura. Além disso realizou a síntese da histamina e contribuiu para o conhecimento dos ácidos biliares.

## Pesquisa
Ele esteve envolvido na descoberta da transformação do colesterol em várias etapas em vitamina D3 (colecalciferol). Ele deu suas patentes à Merck e à Bayer e eles lançaram o Vigantol em 1927.

### Esteróis
Windaus começou sua pesquisa estudando esteróis. Em particular, Windaus estudou o colesterol, que é o esterol mais conhecido. Esteróis são álcoois secundários livres de nitrogênio com alto peso molecular que contêm sistemas alicílicos ou anéis de hidrocarbonetos. O colesterol foi descoberto pela primeira vez nos cálculos biliares humanos e é um álcool monoinsaturado encontrado em todos os animais superiores, tanto como álcool livre quanto como éster de ácido graxo. Windaus ficou fascinado pela forma como os níveis de colesterol flutuam no corpo, em particular como aumentam durante a gravidez e diminuem durante a doença. Ele pesquisou esteróis em insetos, equinodermas e esponjas, chamados zoosteróis. Muitos desses zoosteróis têm a mesma fórmula do colesterol, exceto o espongosterol, que é um esterol saturado e mais diferente do colesterol do que os outros zoosteróis. Nas plantas, os esteróis são conhecidos como fitoesteróis. Windaus descobriu que os fitoesteróis mais comuns são os sitosteróis, que têm a mesma fórmula do colesterol. Existem também fitoesteróis saturados que são misturados a esses sitosteróis insaturados em pequenas quantidades. Existem também fitoesteróis semelhantes ao álcool, que contêm um grupo hidroxila a mais do que os sitosteróis e um número diferente de carbonos. Os micosteróis são esteróis encontrados em fungos. Ergosterolé um micosterol significativo, pois tem três ligações duplas, em comparação com a única ligação dupla do colesterol. Em sua pesquisa, Windaus não descobriu a existência de esteróis nas bactérias, o que ele achou surpreendente. Essa pesquisa da composição dos esteróis, junto com sua conexão com as vitaminas, rendeu a Windaus o Prêmio Nobel de Química em 1928.

### Vitamina D2 e D3
O raquitismo, uma doença óssea resultante da deficiência de vitamina D, foi originalmente tratado no início de 1900 por meio de fatores dietéticos essenciais, como leite integral ou óleo de fígado de bacalhau. Também foi postulado que o aumento da luz solar estava melhorando as condições, mas concluiu-se incorretamente que o colesterol era o precursor ativado pela luz ultravioleta. Ao testar isso, os investigadores sob as instruções de Windaus descobriram que o colesterol completamente puro - convertido em seu dibrometo e recristalizado - havia perdido seus efeitos antirraquíticos com a irradiação. Foi então postulado que uma substância diferente associada ao colesterol "quimicamente puro" em todos os estágios usuais de purificação é o precursor da vitamina D.
A impureza foi capaz de precipitar com digitonina, apresentando propriedades químicas de um esteróide com três ligações duplas. Os três picos de absorção de UV (ver imagem abaixo) da impureza ativa foram usados para purificar e se tornaram altamente concentrados por meio de destilação em alto vácuo e técnicas de adsorção de carvão. Ao avaliar uma variedade de esteróis que mostraram atividade antiraquítica após a irradiação, feito em consulta com AF Hess, O. Rosenheim e TA Webster, ergosterol - Ca27H42 - foi encontrado para ser o único precursor da vitamina D, conversível sob comprimento de onda entre 253 e 302 nm. Semelhanças do ergosterol com o da fração ativa do colesterol incluíram espectros de UV semelhantes, destruição rápida por oxidação e produção da mesma reação de cor com ácido sulfúrico.
Esta produção de vitamina D2, ou calciferol (veja a imagem), foi uma cura completa para a raquite - 100 000 vezes mais eficaz do que o óleo de fígado de peixe - e Windaus e seu grupo foram capazes de determinar suas propriedades químicas. Isso incluiu ser isomérico com ergosterol com um grupo hidroxila e três ligações duplas conjugadas; a estrutura correta foi confirmada em 1936. A possibilidade de polimerização foi testada como imprecisa através da avaliação do peso molecular, e também foram capazes de denunciar certa isomerização. O deslocamento do álcool secundário para uma ligação dupla através do método de Zerewitinoff (veja a imagem) foi mostrado para não ocorrer, assim como a transformação da ligação dupla para um rearranjo estérico não ocorreu sob observação de titulação e hidrogenação catalítica. Ergosterol foi originalmente encontrado em fungos e não em organismos animais, então a questão de obter vitamina D da luz solar ainda estava em questão e foi estudada por Windaus muito depois de receber o Prêmio Nobel. Ao isolar e identificar o 7-desidrocolesterol na pele de porco e, posteriormente, na pele humana, leite integral e fígado animal, também era anti-raquítico após irradiação. Este já era um composto conhecido derivado do colesterol, e o novo produto de irradiação foi denominado Vitamina D3, ou colecalciferol (veja a imagem). Windaus estabeleceu a estrutura investigando as reações fotoquímicas dentro de sua formação.
|  |  |  |  |
|  |  |  |  |
|  |  |  |  |

## Morte

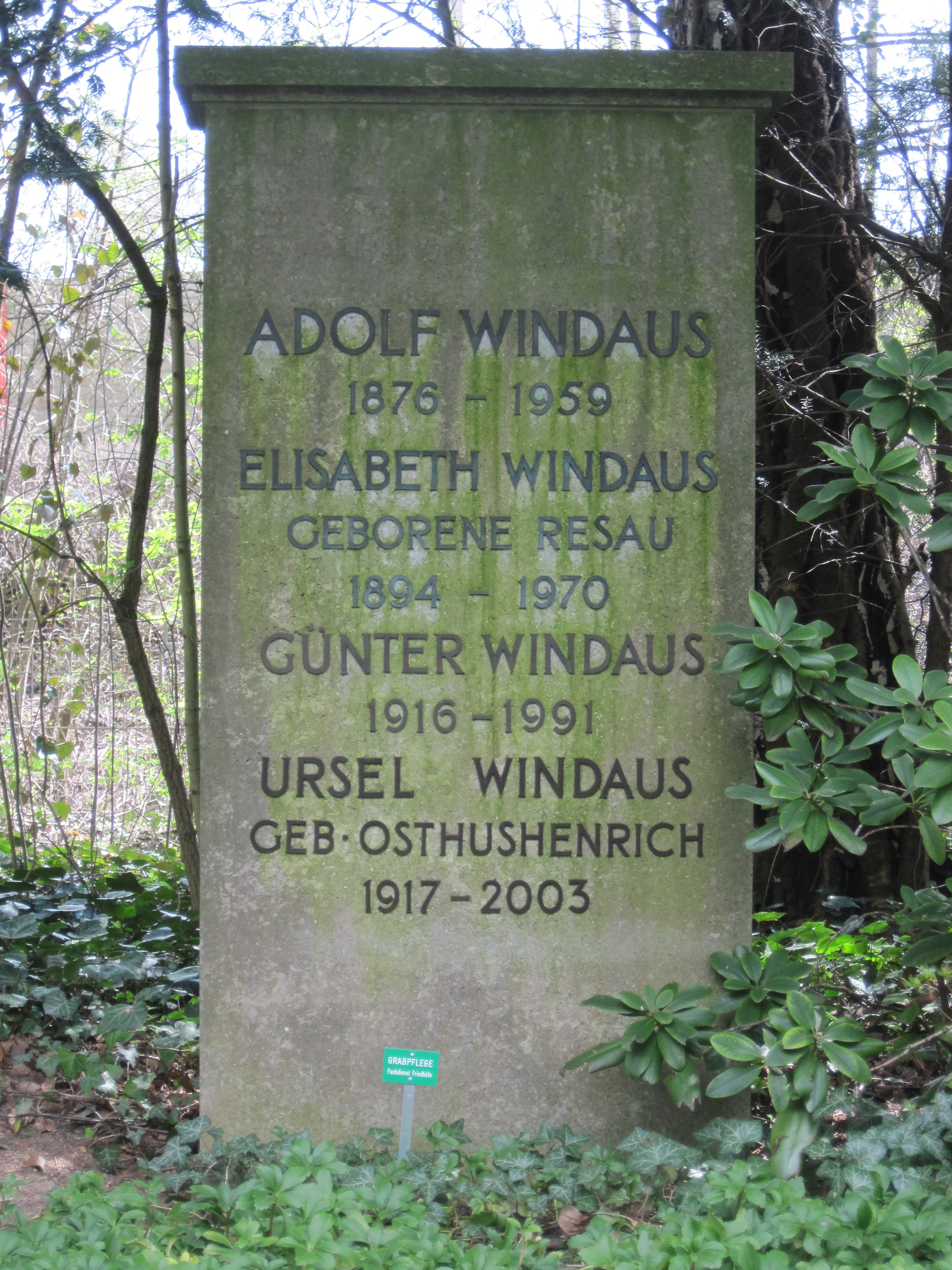
Sepultura em Göttingen

Está sepultado no Stadtfriedhof de Göttingen.